# Viliame Tutuvuli
Pas d'image ? Cliquez ici

a Compétitions nationales et continentales officielles uniquement.

Dernière mise à jour le 21 mai 2025.
Viliame Tutuvuli, né le 10 octobre 2001 à Nadi, est un joueur fidjien de rugby à XV et à XIII évoluant au poste d'ailier.

## Biographie
Né le 10 octobre 2001 à Nadi, Viliame Tutuvuli pratique le rugby à sept à Nadroga au sein de l'académie de rugby locale,.
Formé à la pratique du rugby à XV au poste de deuxième ligne, il s'essaye en 2022 au rugby à XIII où il est repositionné en tant qu'ailier, à l'initiative d'Akei Jr. Nainoca, son ancien entraîneur au Nadroga Rugby Club. Tutuvuli prend part avec le club fidjien des Kaiviti Silktails à la Ron Massey Cup, compétition australienne régie par la New South Wales Rugby League, en Nouvelle-Galles du Sud.
À l'issue de la saison 2022, il est élu meilleur arrière des Silktails. Ses performances lui valent d'être repéré autant en Australie qu'en France. Tutuvuli signe ainsi une convention de formation avec l'ASM Clermont Auvergne pour la saison 2022-2023 ; déjà espéré un an plus tôt, des aléas administratifs liés à la pandémie de Covid-19 l'avaient empêché de quitter le territoire fidjien à l'été 2021. Approché par les clubs australiens voisins de St Marys (en) et de Penrith, son contrat avec les Silktails est dans un premier temps reconduit, retardant son arrivée en France et n'intégrant l'équipe espoirs qu'à partir de janvier 2023 au poste d'ailier ; il s'entraîne régulièrement dès son arrivée auprès du groupe professionnel,. Au terme de sa première saison en France, il signe une prolongation de contrat avec le club auvergnat, étendu jusqu'en 2025.
Lors de la saison 2023-2024, il prend part à l'étape de Pau de l'édition 2023 du Supersevens, compétition de rugby à sept rassemblant notamment les équipes professionnelles de Top 14.
Afin d'acquérir du temps de jeu et de l'expérience, son prêt vers le Stade aurillacois, pensionnaire de Pro D2, est envisagé lors de la saison 2024-2025 ; le départ est finalement avorté. Début décembre 2024, il renforce finalement en tant que joker médical l'effectif de l'Union sportive dacquoise afin de pallier l'absence sur blessure de Jope Naseara pour le reste de la saison de Pro D2,, intégrant rapidement l'équipe première,.
Non reconduit sous les couleurs dacquoises au terme de son prêt, il s'engage avec l'US Carcassonne tout juste promue en Pro D2, pour deux saisons.